# Sky Airline
SKY Airline (estilizada como SꓘY) es una aerolínea de bajo costo chilena fundada en 2002 por Jürgen Paulmann como una alternativa para vuelos nacionales. A 2023 cuenta con una moderna flota de 32 aeronaves exclusivamente del modelo A320neo y A321neo convirtiendo a SKY en una de las aerolíneas con la flota más moderna de la región. Vuela a 15 destinos en Chile, 14 en Perú y 7 en otros puntos de Sudamérica (Brasil, Argentina, México, Colombia y Uruguay). Actualmente ha servido a más de 25 millones de pasajeros convirtiéndose en la segunda aerolínea del país con el 27% de participación en este mercado.
Desde su inicio de operaciones el año 2002, SKY se dedicó al servicio chárter, operando en Cuba, para posterior iniciar vuelos del mismo tipo en Chile, hasta que comenzó a realizar vuelos regulares de pasajeros. 
En 2014, 2015 y 2016, recibió el premio SkyTrax a la «mejor aerolínea regional de Sudamérica», y en 2018,  2019y 2022 recibió el reconocimiento a la mejor aerolínea de bajo costo de la región. 
En 2015 fue la primera línea aérea chilena en publicitar su intención de convertirse en low-cost, y en marzo de 2017 finalizó su transformación, estrenando de paso, una nueva imagen corporativa junto a un nuevo sistema tarifario que permite flexibilizar lo que cada pasajero paga.[cita requerida]
En 2018 recibieron su primer avión de fábrica: un A320neo registrado como CC-AZC. Tras recibir este avión, SKY comenzó a renovar su vieja flota compuesta por Airbus A319 y Airbus A320. En 2019 inició operaciones su nueva filial en Perú, Sky Airline Perú.
En 2021 recibió su primer Airbus A321neo matriculado CC-DCA.
En 2022 inicio sus vuelos hacia Estados Unidos, específicamente hacia el Miami desde su HUB en Lima.

## Destinos[10]
| Ciudad                   | Código de aeropuerto | Código de aeropuerto | Nombre del aeropuerto                                          | Aeropuerto de salida         | Notas                                                                       | Operado por                   |
| Ciudad                   | IATA                 | ICAO                 | Nombre del aeropuerto                                          | Aeropuerto de salida         | Notas                                                                       | Operado por                   |
| Destinos nacionales      | Destinos nacionales  | Destinos nacionales  | Destinos nacionales                                            | Destinos nacionales          | Destinos nacionales                                                         | Destinos nacionales           |
| ------------------------ | -------------------- | -------------------- | -------------------------------------------------------------- | ---------------------------- | --------------------------------------------------------------------------- | ----------------------------- |
| Chile                    |                      |                      |                                                                |                              |                                                                             |                               |
| Antofagasta              | ANF                  | SCFA                 | Aeropuerto Nacional Andrés Sabella Gálvez                      | SCL, LSC                     |                                                                             | Sky Airline                   |
| Arica                    | ARI                  | SCAR                 | Aeropuerto Internacional Chacalluta                            | SCL                          |                                                                             | Sky Airline                   |
| Balmaceda                | BBA                  | SCBA                 | Aeropuerto Balmaceda                                           | SCL, PMC                     |                                                                             | Sky Airline                   |
| Calama                   | CJC                  | SCCF                 | Aeropuerto Internacional El Loa                                | SCL, LSC                     |                                                                             | Sky Airline                   |
| Castro                   | MHC                  | SCPQ                 | Aeródromo Mocopulli                                            | SCL                          |                                                                             | Sky Airline                   |
| Concepción               | CCP                  | SCIE                 | Aeropuerto Internacional Carriel Sur                           | SCL, IQQ, PMC                |                                                                             | Sky Airline                   |
| Copiapó                  | CPO                  | SCAT                 | Aeropuerto Desierto de Atacama                                 | SCL                          |                                                                             | Sky Airline                   |
| Iquique                  | IQQ                  | SCDA                 | Aeropuerto Internacional Diego Aracena                         | SCL, LSC                     |                                                                             | Sky Airline                   |
| La Serena                | LSC                  | SCSE                 | Aeropuerto La Florida                                          | SCL, ANF, IQQ, CJC           |                                                                             | Sky Airline                   |
| Osorno                   | ZOS                  | SCJO                 | Aeropuerto Cañal Bajo Carlos Hott                              | SCL                          |                                                                             | Sky Airline                   |
| Puerto Montt             | PMC                  | SCTE                 | Aeropuerto Internacional El Tepual                             | SCL, CCP, ZCO, BBA, PUQ, PNT |                                                                             | Sky Airline                   |
| Puerto Natales           | PNT                  | SCNT                 | Aeródromo Teniente Julio Gallardo                              | SCL, PMC                     |                                                                             | Sky Airline                   |
| Punta Arenas             | PUQ                  | SCCI                 | Aeropuerto Internacional Presidente Carlos Ibáñez del Campo    | SCL, PMC                     |                                                                             | Sky Airline                   |
| Santiago de Chile        | SCL                  | SCEL                 | Aeropuerto Internacional Arturo Merino Benítez                 | HUB                          |                                                                             | N/A                           |
| Temuco                   | ZCO                  | SCQP                 | Aeropuerto La Araucanía                                        | SCL, PMC                     |                                                                             | Sky Airline                   |
| Valdivia                 | ZAL                  | SCVD                 | Aeropuerto Pichoy                                              | SCL                          |                                                                             | Sky Airline                   |
| Destinos internacionales |                      |                      |                                                                |                              |                                                                             |                               |
| Argentina                |                      |                      |                                                                |                              |                                                                             |                               |
| Buenos Aires             | AEP                  | SABE                 | Aeroparque Jorge Newbery                                       | SCL                          |                                                                             | Sky Airline                   |
| Buenos Aires             | EZE                  | SAEZ                 | Aeropuerto Internacional Ministro Pistarini                    | SCL                          |                                                                             | Sky Airline, Sky Airline Perú |
| Bariloche                | BRC                  | SAZS                 | Aeropuerto Internacional Teniente Luis Candelaria              | SCL, PMC*                    | Estacional desde SCL * Vuelos regulares desde PMC a partir de abril de 2025 | Sky Airline                   |
| Mendoza                  | MDZ                  | SAME                 | Aeropuerto Internacional Gobernador Francisco Gabrielli        | SCL                          |                                                                             | Sky Airline                   |
| El Calafate              | FTE                  | SAWC                 | Aeropuerto Internacional Comandante Armando Tola               | SCL                          | Estacional                                                                  | Sky Airline                   |
| Brasil                   |                      |                      |                                                                |                              |                                                                             |                               |
| Río de Janeiro           | GIG                  | SBGL                 | Aeropuerto Internacional de Galeão                             | SCL                          |                                                                             | Sky Airline                   |
| São Paulo                | GRU                  | SBGR                 | Aeropuerto Internacional de São Paulo-Guarulhos                | SCL                          |                                                                             | Sky Airline                   |
| Porto Alegre             | POA                  | SBPA                 | Aeropuerto Internacional Salgado Filho                         | SCL                          | Estacional                                                                  | Sky Airline                   |
| Florianópolis            | FLN                  | SBFL                 | Aeropuerto Internacional Hercílio Luz                          | SCL                          |                                                                             | Sky Airline                   |
| Belo Horizonte           | CNF                  | SBCF                 | Aeropuerto Internacional Tancredo Neves                        | SCL                          | Estacional                                                                  | Sky Airline                   |
| Salvador de Bahia        | SSA                  | SBSV                 | Aeropuerto Internacional de Salvador                           | SCL (Vía MVD)                |                                                                             | Sky Airline                   |
| Brasilia                 | BSB                  | SBBR                 | Aeropuerto Internacional Presidente Juscelino Kubitschek       | SCL                          |                                                                             | Sky Airline                   |
| Colombia                 |                      |                      |                                                                |                              |                                                                             |                               |
| Bogotá                   | BOG                  | SKBO                 | Aeropuerto Internacional El Dorado                             | SCL                          | Suspendida desde octubre de 2024                                            | Sky Airline                   |
| Uruguay                  |                      |                      |                                                                |                              |                                                                             |                               |
| Montevideo               | MVD                  | SUMU                 | Aeropuerto Internacional de Carrasco                           | SCL                          |                                                                             | Sky Airline                   |
| Perú                     |                      |                      |                                                                |                              |                                                                             |                               |
| Lima                     | LIM                  | SPJC                 | Aeropuerto Internacional Jorge Chávez                          | SCL                          | HUB de Sky Airline Perú                                                     | Sky Airline, Sky Airline Perú |
| Arequipa                 | AQP                  | SPQU                 | Aeropuerto Internacional Rodríguez Ballón                      | SCL (Vía LIM) , CUZ*         | *A partir de marzo de 2025                                                  | Sky Airline Perú              |
| Ayacucho                 | AYP                  | SPHO                 | Aeropuerto Coronel FAP Alfredo Mendivil Duarte                 | SCL (Vía LIM)                |                                                                             | Sky Airline Perú              |
| Cusco                    | CUZ                  | SPZO                 | Aeropuerto Internacional Alejandro Velasco Astete              | SCL (Vía LIM) , AQP*         | *A partir de marzo de 2025                                                  | Sky Airline Perú              |
| Iquitos                  | IQT                  | SPQT                 | Aeropuerto Internacional Coronel FAP Francisco Secada Vignetta | SCL (Vía LIM)                |                                                                             | Sky Airline Perú              |
| Jauja                    | JAU                  | SPJJ                 | Aeropuerto Francisco Carlé                                     | SCL (Vía LIM)                |                                                                             | Sky Airline Perú              |
| Juliaca                  | JUL                  | SPJL                 | Aeropuerto Internacional Inca Manco Cápac                      | SCL (Vía LIM)                |                                                                             | Sky Airline Perú              |
| Piura                    | PIU                  | SPUR                 | Aeropuerto Internacional Capitán FAP Guillermo Concha Iberico  | SCL (Vía LIM)                |                                                                             | Sky Airline Perú              |
| Pucallpa                 | PCL                  | SPCL                 | Aeropuerto Internacional Capitán FAP David Abensur Rengifo     | SCL (Vía LIM)                |                                                                             | Sky Airline Perú              |
| Puerto Maldonado         | PEM                  | SPTU                 | Aeropuerto Internacional de Puerto Maldonado                   | LIM (vía CUZ)                | A partir de abril de 2025                                                   | Sky Airline Perú              |
| Tacna                    | TCQ                  | SPTN                 | Aeropuerto Internacional Coronel FAP Carlos Ciriani Santa Rosa | SCL (Vía LIM)                | A partir de marzo de 2025                                                   | Sky Airline Perú              |
| Tarapoto                 | TPP                  | SPST                 | Aeropuerto Cadete FAP Guillermo del Castillo Paredes           | SCL (Vía LIM)                |                                                                             | Sky Airline Perú              |
| Tumbes                   | TBP                  | SPME                 | Aeropuerto Capitán FAP Pedro Canga Rodríguez                   | SCL (Vía LIM)                |                                                                             | Sky Airline Perú              |
| Estados Unidos           |                      |                      |                                                                |                              |                                                                             |                               |
| Miami                    | MIA                  | KMIA                 | Aeropuerto Internacional de Miami                              | SCL (Vía LIM)                |                                                                             | Sky Airline Perú desde LIM    |
| México                   |                      |                      |                                                                |                              |                                                                             |                               |
| Cancún                   | CUN                  | MMUN                 | Aeropuerto Internacional de Cancún                             | SCL (Vía LIM)                |                                                                             | Sky Airline Perú desde LIM    |
| República Dominicana     |                      |                      |                                                                |                              |                                                                             |                               |
| Punta Cana               | PUJ                  | MDPC                 | Aeropuerto Internacional de Punta Cana                         | SCL (Vía LIM)                |                                                                             | Sky Airline Perú desde LIM    |

## Flota

### Flota actual

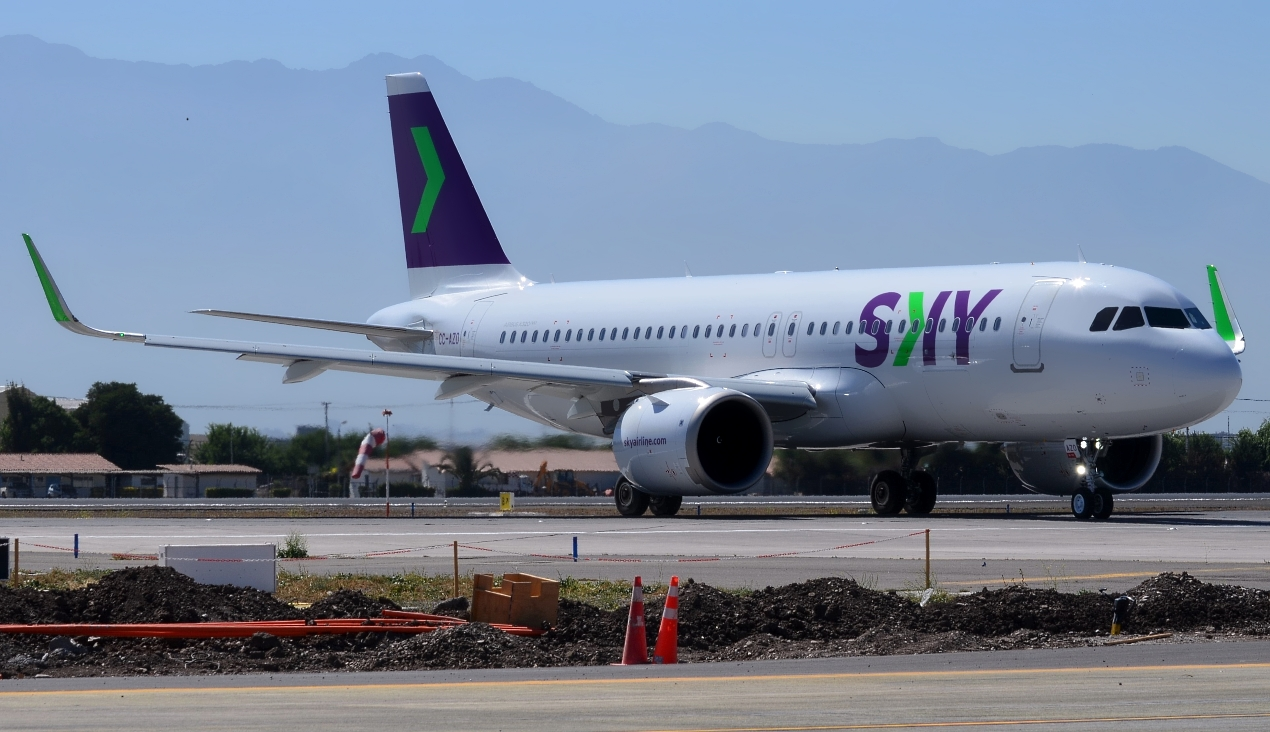
Durante 2018 llegaron los primeros Airbus A320neo, los primeros aviones de fábrica de la aerolínea desde su creación.

Desde 2018 la aerolínea está llevando a cabo un proceso de renovación de flota en virtud del cual se incorporen 25 aeronaves Airbus A320neo, en modalidad de alquiler por un valor promedio de 45.000.000 de dólares cada uno. Para 2018 cuatro de los 25 aviones Airbus A320neo pedidos ya están en operación con las matriculaciones CC-AZC, CC-AZD, CC-AZE y CC-AZF. 
En febrero de 2019, recibió su quinto, sexto y séptimo Airbus A320neo; matrículas CC-AZJ, CC-AZH, CC-AZG; en junio CC-AZK, a mediados de julio llegó el noveno avión CC-AZI y en septiembre el décimo CC-AZL y en octubre llegaron su decimoprimer y décimo segundo aviones con matrículas CC-AZM y CC-AZO. Durante el cuarto trimestre recibió cuatro aviones más con matrículas CC-AZN, CC-AZP, CC-AZQ, CC-AZR y CC-AZS por lo que a finales del 2019 tendrá el 65% de su flota con Airbus A320neo y en marzo de 2020 la ambición del 100% con el ya dicho modelo.
Con la incorporación de los nuevos Airbus A320neo, la aerolínea comenzó con la desprogramación de las aeronaves más antiguas de la flota, estos aviones tienen las matriculaciones CC-AFX, CC-AIB, CC-ABV, CC-AIC y CC-ABW. Con el retiro del CC-ABW, SKY dejó de operar por completo el A320ceo tras su reemplazo por Airbus A320neo.
Desde marzo de 2020 comenzó con el retiro paulatino de su flota Airbus A319, el primer avión en retirarse fue CC-AJG. La renovación de flota de la low cost chilena se completó el 3 de septiembre cuando el último Airbus A319, matriculado CC-AIY abandonó Santiago de Chile con destino final Pinal Park Airport en Marana (Arizona) bajo el callsign SKU9216. Con la salida de todos los Airbus A319, SKY Airline pasó a ser la aerolínea con la flota más moderna y nueva del continente compuesta por una flota compuesta por un 100% de aviones del tipo Airbus A320neo completamente nuevos.
SKY, junto con el anuncio de sus vuelos a Cancún, anunció la incorporación de nuevos interiores, estos interiores están presentes en los A320neo con matrícula CC-AZR / CC-AZS y como principal novedad tienen el uso de asientos Recaro BL3530 en lugar de los ZIM Unique que equipan los demás A320neo de la compañía, estos nuevos asientos serán temporales antes de decidir el producto final y como características: son reclinables, con mayor espacio, conexión USB y enchufe internacional en todos los asientos y un soporte para tableta/teléfono en el asiento de adelante.
En 2021 recibió su primer A321neo,marcando un hito en la historia de la compañía además de permitirle continuar con su estrategia para consolidarse como una de las mejores low cost de la región. En junio del mismo año, SKY recibió su primer Airbus A320neo con los nuevos asientos Recaro BL3710, que destacan principalmente por su mayor comodidad y mayor grado de reclinación. Estos asientos se encuentran en el Airbus A320neo CC-DBJ y equiparán la flota de Airbus A321neo.
Para 2023 se esperaba que fuera la primera aerolínea en Sudamérica en incorporar los A321XLR para sus rutas más largas, con lo que podrían conectar, por ejemplo, Santiago con Miami sin escalas,pero debido a retrasos en el proceso de fabricación y certificación por parte de Airbusse espera su recepción para 2025.

La aerolínea posee una flota compuesta por las siguientes aeronaves que operan tanto en la filial Chilena como en la Peruana:

### Flota histórica

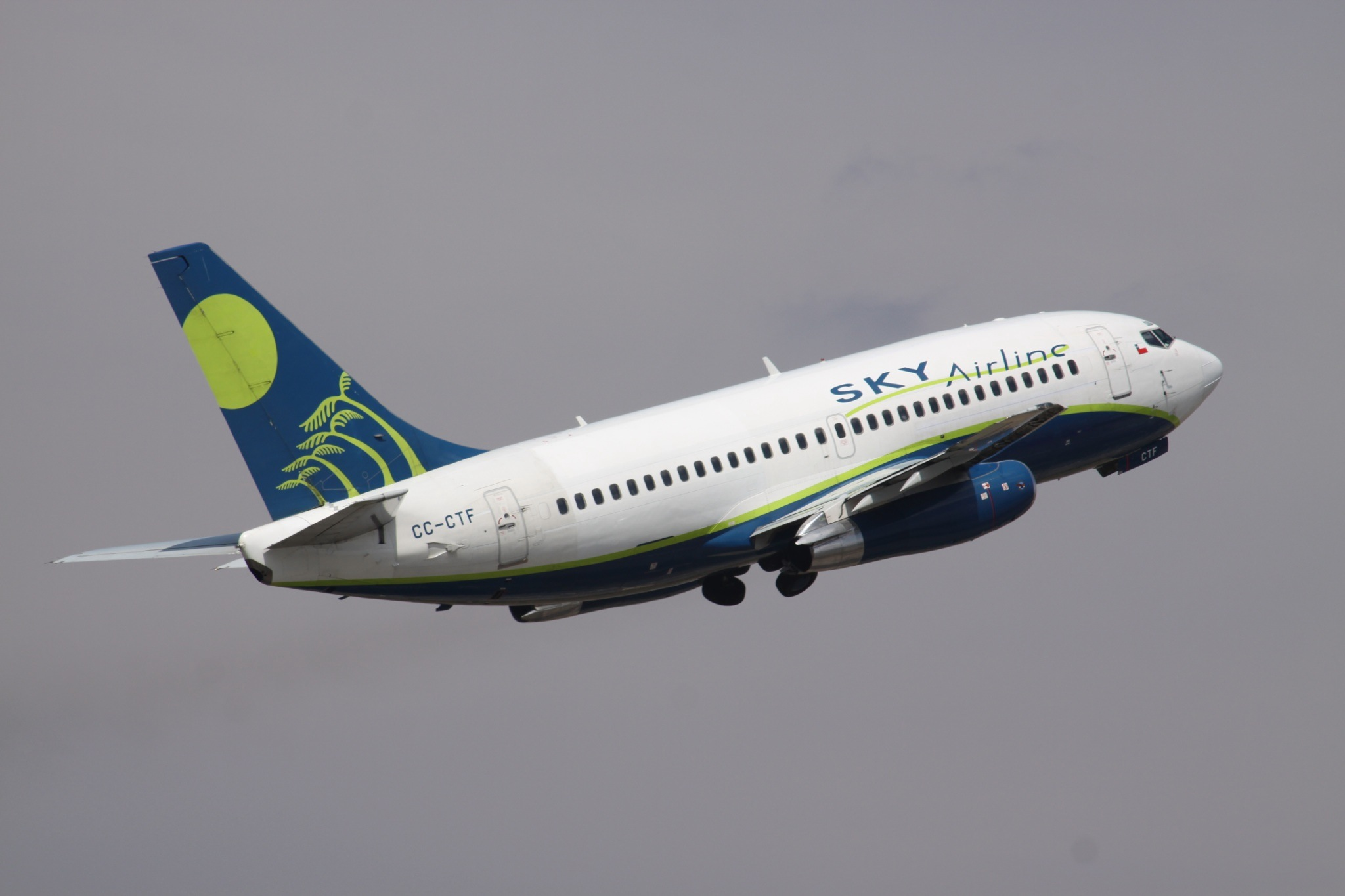
Los Boeing 737-200 fueron retirados por la aerolínea en 2013.

Desde sus inicios hasta 2013, SKY operó una flota de 21 Boeing 737-200 que comenzaron a ser reemplazados en 2010 por los modernos aviones de la familia Airbus A320. También operó un Boeing 737-300. Desde 2010 hasta 2020, SKY operó una flota de 13 Airbus A319 y 5 Airbus A320 hasta su reemplazado por Airbus A320neo (desde 2018).
Adicionalmente, durante diferentes temporadas altas SKY incorporó aeronaves mediante wet lease (arriendo de aviones, mantenimiento y tripulación) para reforzar la operación

### Renovación de interiores

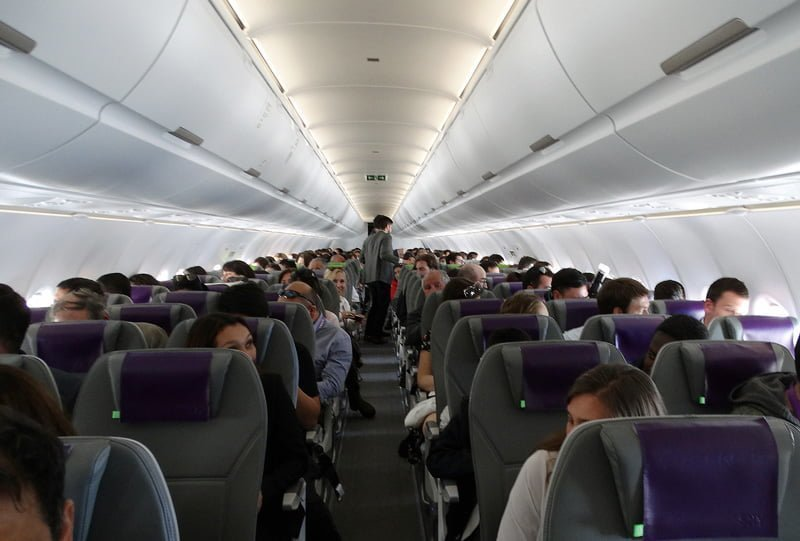
Interior original de los A320neo de SKY con ZIM Unique

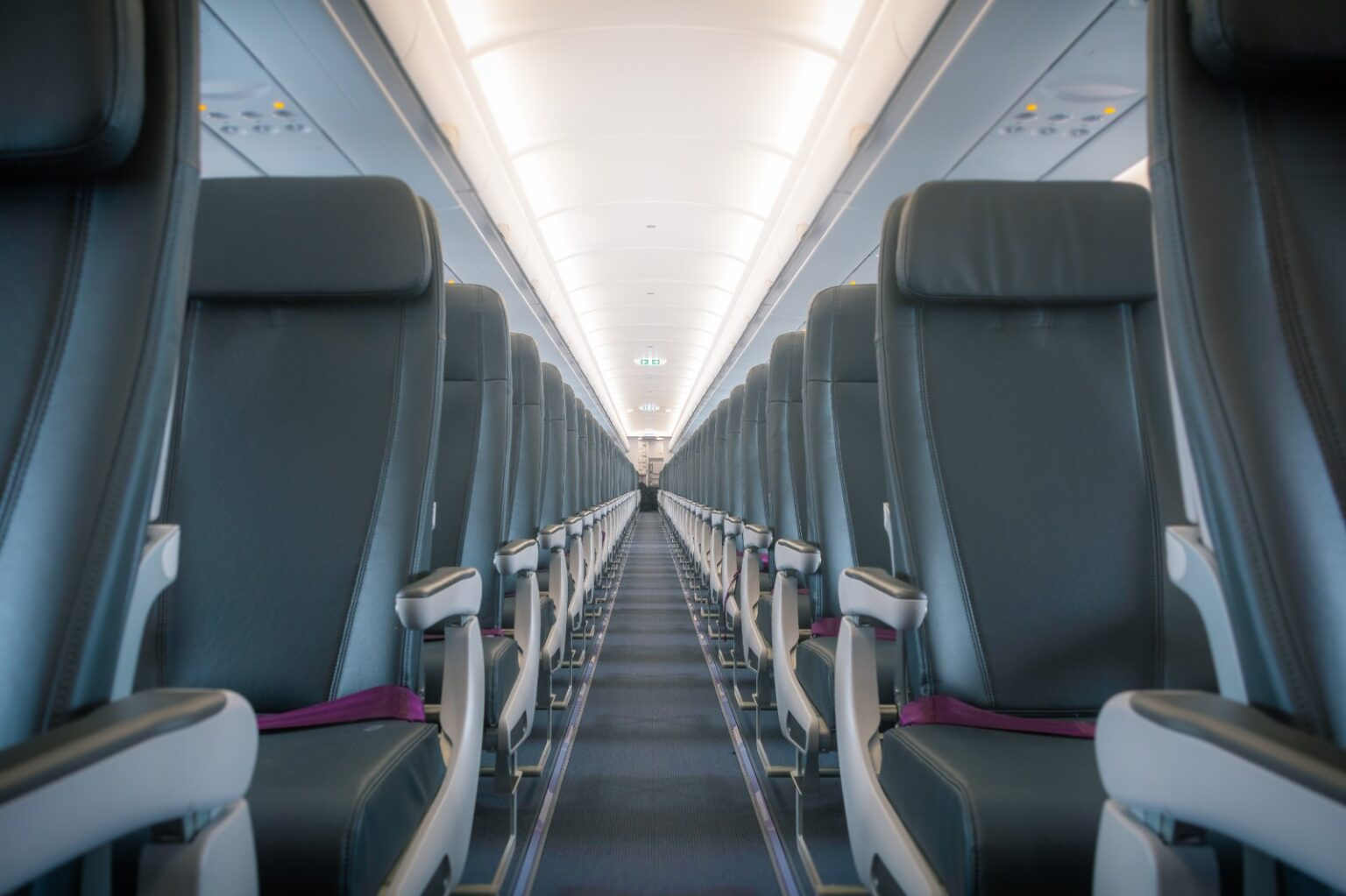
Interior de un A321neo de SKY con Recaro R2

Junto con la llegada de los A320neo en 2018 SKY estrenó su primer interior con asientos ZIM Unique pre-reclinados con conexión USB. La utilización de estos asientos generó críticas debido a su poca comodidad para vuelos de larga duración,[cita requerida] por lo que junto con el anuncio de los vuelos a Cancún se anunció la incorporación de nuevos asientos más cómodos,siendo el modelo BL3530 de Recaro el elegido inicialmente para la flota. Los primeros aviones en contar con este tipo de asientos fueron 2 Airbus A320neo con matrículas CC-AZR y CC-AZS entregados durante 2019.[cita requerida] La principal diferencia de estos asientos con los originales era la reclinación, soporte para teléfono o tableta y enchufe internacional en cada asiento.
En 2021 se incorporó el primer avión con el interior definitivo, correspondiente al Airbus A320neo matrícula CC-DBJ equipado con 186 asientos Recaro R2 (anteriormente llamado BL3710),[cita requerida] los cuales destacan por ser más acolchados y con mayor grado de reclinación que sus antecesores. Todos los aviones recibidos desde aquel entonces, incluidos los Airbus A321 equipan este tipo de asiento. [cita requerida]
Adicionalmente desde 2022, se inició el proceso de renovación de interiores de la flota entregada con ZIM Unique, llevándose a cabo en la base de Mantenimiento de SKY Airline ubicada en Santiago de Chile. Se requirió cerca de un año de trabajo para culminar el recambio de asientos de 16 aeronaves, siendo el CC-AZP el último avión en someterse a este proceso durante octubre de 2023. [cita requerida]

## Accidentes e incidentes
- El 18 de julio de 2012 a las 17:08 hora local, el vuelo SKY SKU101 operado por un Boeing 737-200 matrícula CC-CRQ con 115 pasajeros y 6 tripulantes a bordo, en ruta desde el Aeropuerto Andrés Sabella (ex Cerro Moreno) en Antofagasta hacia el Aeródromo La Florida (Chile) en la ciudad de La Serena debió abortar el aterrizaje en La Serena luego de que la punta del ala derecha impactara en la pista al momento de intentar aterrizar, sufriendo daños considerables en la misma. Luego de la maniobra el vuelo fue desviado hacia el Aeródromo Chamonate en Copiapó, aterrizando a las 17:47 sin lesionados. Las condiciones de visibilidad en La Serena se deterioraron con rapidez al momento del intento de aterrizaje, pero eran suficientes para un aterrizaje seguro (6000 m. de visibilidad). El avión fue posteriormente reparado.[30]
- El 25 de septiembre de 2015 cerca de las 02:15 AM hora local, el vuelo SKY SKU803 operado por un Airbus A319, sufrió un incendio en uno de sus motores luego de despegar desde el Aeropuerto Internacional Jorge Chávez en Lima con destino al Aeropuerto Internacional Arturo Merino Benítez en Santiago de Chile al transcurrir aproximadamente 20 minutos de vuelo lo que obligó al piloto a realizar un aterrizaje de emergencia en Lima, sin resultar pasajeros ni tripulantes lesionados. [31]

- El 14 de octubre de 2015 un pasajero a bordo del vuelo SKY SKU112 operado por un Airbus A319 grabó cuando parte del capó del motor izquierdo del avión se desprendió al despegar del Aeropuerto Internacional Arturo Merino Benítez  con destino al Aeródromo Chamonate en Copiapó. El avión regresó inmediatamente al Aeropuerto Internacional Arturo Merino Benítez y aterrizó sin mayores incidentes.[32]  La aerolínea declaró que el incidente no significó ningún riesgo de seguridad para los 137 pasajeros que iban a bordo, quienes fueron reasignados para el vuelo programado de las 10:30 horas del mismo día.[33]
- El 24 de octubre de 2018 cerca de las 7 AM hora local, el vuelo SKY SKU272 operado por un Airbus A319 despegado desde el Aeropuerto Internacional Arturo Merino Benítez con destino al Aeropuerto Internacional Carriel Sur de Concepción (Chile) succionó durante el aterrizaje con uno de sus motores a un pato. El vuelo pudo aterrizar con normalidad, pero el impacto originó que el vuelo de regreso a Santiago fuera cancelado.[34]